# Petromyzon marinus
Petromyzon marinus é uma espécie de peixes, conhecida pelos nomes comuns de lampreia-marinha e de peixe vampiro, que foi introduzida acidentalmente na região dos Grandes Lagos, na fronteira entre os Estados Unidos da América e Canadá, na década de 1880.